# Ellen Marsvin
Ellen Marsvin (født 1. februar 1572, død 11. november 1649) var en dansk lensmand, adelsdame og godssamler. Hun var mor til Kirsten Munk der var Christian 4.s anden hustru.

## Biografi
Ellen Marsvin var datter af lensmanden på Landskrone slot, rigsråd Jørgen Marsvin (1527-1581) og hans hustru Karen Ottesdatter Gyldenstjerne (1532-1589). Hun blev født på Landskrone slot i Skåne.
Hun blev gift 29. juni 1589 med Ludvig Munk til Nørlund, der på tidspunkt var statholder i Norge. Efter hans død i 1602 blev Ellen Marsvin den 11. januar 1607 gift med lensmanden på Odensegård, Knud Eriksen Rud til Sandholt, som dog døde fire år senere. Hun blev altså enke for anden gang som 39-årig og koncentrerede sig herefter om at administrere sine mange ejendomme, samt kongelige len. Den enorme lade, hun lod opføre på Lundsgård på Fyn, står endnu og vidner om hendes succes. 
I 1615 giftede hendes datter Kirsten Munk sig med kongen. Der var ikke tale om et regulært ægteskab, og Christian omtalte Kirsten som "min ægte staldbroder". Samlivet var resultat af en voldsom, men ensidig forelskelse.  
Kongen beundrede Marsvins økonomiske evner og hun fik bl.a. ansvar for opdragelsen af parrets børn samt  Dalum kloster i forlening. Selv efter kongens reelle skilsmisse fra Kirsten Munk i 1630 forblev forholdet til Ellen Marsvin godt; hun facilierede ligefrem forholdet mellem kongen og hans nye samlever, Vibeke Kruse. Forholdet til Christian 4. blev ikke ved med at være lige godt men så støttede hun sig til sin datters svigersønner. 
I sine ældre dage i 1640'erne opholdt hun sig på herregården Ellensborg, senere Holckenhavn på Fyn Oprindelig Ulfeldtsholm, men 1616 købt af Ellen og udstyret med hendes navn, en sjælden praksis i en tid hvor man navngav gårde efter slægter. 

## Godsbesiddelser
- (1602-1616) ejer af Nørlund slot syd for Rold Skov
- (1616-1649) ejer af Ellensborg, før kaldt Ulfeldtsholm, ved Nyborg
- (1621-1630) ejer af Boller sydøst for Horsens